# San Antonio (Saipán)
San Antonio es un asentamiento en la isla de Saipán, la más grande de las Islas Marianas del Norte, un territorio estadounidense en el Océano Pacífico. Se encuentra cerca de la punta suroeste de la isla. Una vez fue un pueblo totalmente separado, pero ahora es prácticamente contigua a otras aldeas cercanas en la carretera de la playa, incluyendo Susupe, Chalan Kanoa y Chalan Piao.